# AG-40
El AG-40 (acrónimo en rumano de Aruncător de grenade 40 mm, lanzagranadas de 40 mm) es un lanzagranadas acoplado de 40 mm. Va montado en un fusil tipo Kalashnikov como si fuese un guardamanos adicional. En servicio rumano, el AG-40 va montado en el fusil de asalto PA md. 86 de 5,45 mm. Reemplazó a los anteriores lanzagranadas soviéticos GP-25. 

## Datos técnicos

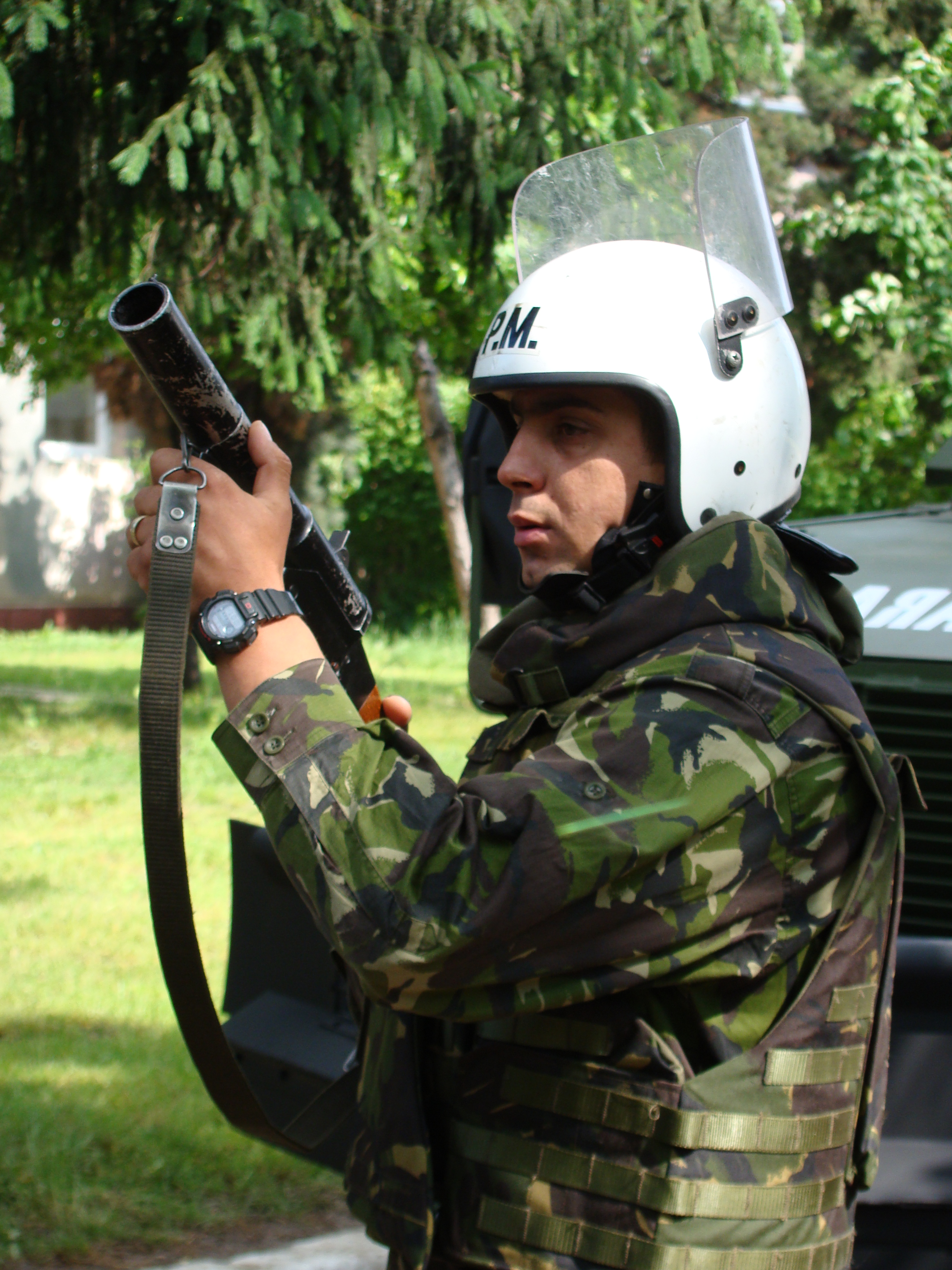
Policía Militar rumano con lanzagranadas AL-38.

El AG-40 es producido por ROMARM SA y tiene las siguientes especificaciones técnicas:
| Modelo                 | AG-40P                                             | AG-40PN                                            | AL-38                                       |
| ---------------------- | -------------------------------------------------- | -------------------------------------------------- | ------------------------------------------- |
| Calibre                | 40 mm                                              | 40 mm                                              | 38 mm                                       |
| Cartucho               | 40 x 47                                            | 40 x 46                                            | -                                           |
| Operación              | acción simple                                      | acción simple                                      | acción simple                               |
| Sistema                | cañón deslizante                                   | cañón deslizante                                   | Cañón basculante                            |
| Mecanismos de puntería | alza con ajustes entre 50 m y 450 m; punto de mira | alza con ajustes entre 50 m y 450 m; punto de mira | alza fija, con abertura en U; punto de mira |
| Velocidad de boca      | 80 m/s                                             | 74 m/s                                             | -                                           |
| Alcance mínimo         | 50 m                                               | 50 m                                               | -                                           |
| Cañón                  | 16 estrías dextrógiras, 1 vuelta en 1,200 mm       | 6 estrías dextrógiras, 1 vuelta en 1,200 mm        | ánima lisa                                  |
| Longitud               | 400 mm                                             | 400 mm                                             | 700 mm                                      |
| Longitud del cañón     | 300 mm                                             | 300 mm                                             | 350 mm                                      |
| Distancia entre miras  | 125 mm                                             | 125 mm                                             | 320 mm                                      |
| Peso                   | 1.300 g                                            | 1.300 g                                            | 2.400 g                                     |

## Usuarios
- Rumania: Es empleado por la infantería, los Cazadores de Montaña y los Buzos de Combate.
- Georgia: Es producido localmente.[2]
- Palestina[3]

## Variantes
- AG-40P - modelo básico (granada 40 x 47)
- AG-40PN - dispara la granada 40 x 46 estándar de la OTAN.[4]
- AL-38 - lanzagranadas antimotines (calibre 38 mm)